# Stagflatie
Stagflatie (een porte-manteau van stagnatie en inflatie) is een situatie waarin de inflatie hoog is, de economische groei vertraagt, en de werkloosheid steeds hoog blijft. Het werpt een dilemma op voor het economisch beleid aangezien maatregelen met als doel voor een lagere inflatie te zorgen de werkloosheid kunnen doen verergeren en vice versa. De term wordt meestal toegeschreven aan de Britse politicus Iain Macleod, die de term in 1965 voor het eerst gebruikte in een toespraak tot het Britse Parlement.
In de versie van de Keynesiaanse macro-economische theorie die tussen het einde van de Tweede Wereldoorlog en de late jaren 1970 dominant was, werden inflatie en recessie beschouwd als elkaar uitsluitend: de relatie tussen de twee werd beschreven door de Phillipscurve. Toch vond stagflatie in alle grote westerse economieën plaats vanaf circa 1970. In West-Europa steeg de werkloosheid stapsgewijs van 2% in 1966 tot 10% in 1983. De inflatie was in 1966 op een dieptepunt van ca. 2,5%, maar piekte op bijna 13% in 1975.
Eenmaal begonnen is stagflatie zeer moeilijk te bestrijden. De gevolgen van stagflatie worden gevoeld door alle factoren en sectoren: kapitaal en spaarders worden getroffen door de inflatie, arbeid door werkloosheid, en de overheid door teruglopende belastinginkomsten.

## Nadere uitwerking
Begin 20e eeuw hielden de meeste economen dit niet voor mogelijk: bij groei hoorde inflatie, bij krimp deflatie. De econoom en latere Nobelprijswinnaar Milton Friedman voorspelde dat stagflatie wel degelijk mogelijk was. Toen het in de jaren 1970 in Amerika in de praktijk ook bleek, vestigde hij hiermee zijn reputatie.
De gangbare benadering gaat slechts van een wijziging in vraag naar producten uit. Prijzen zijn echter mede afhankelijk van het aanbod van een goed. Als bedrijven minder aanbieden (omdat zij bijvoorbeeld moeten inkrimpen), zullen de prijzen van dit goed bij een gelijkblijvende vraag dus gaan stijgen. Terwijl de productie terugloopt, loopt de prijs op.
Brazilië kampte tot voor kort met stagflatie, evenals Nederland in de jaren 1980. Stagflatie is zeer moeilijk te bestrijden. Als men inflatoire maatregelen toepast, wordt inflatie nog verder in de hand gewerkt, maar deflatoire maatregelen doen de toch al stijgende werkloosheid nog verder toenemen.

## Goud als safe-haven?
Het optreden van stagflatie in de jaren 1970 in Amerika, viel samen met het einde van het Bretton-Woods systeem. De goudprijs op de vrije markt was al hoger dan de officieel vastgestelde (vaste) goudprijs, maar het loslaten van de goudstandaard en de oplopende inflatie zorgden voor een versnelling in de stijging van de goudprijs. Ook de oliecrisis en daarmee samenhangende geopolitieke spanningen deed de goudprijs nog verder oplopen. Voor beleggers is een vlucht naar goud ten tijde van stagflatie een logische stap (historisch gezien).

## Voetnoten
1. ↑  Online Etymology Dictionary. Douglas Harper, historicus. zie hier
2. ↑  Britse Lagerhuis. Official Report (ook bekend als Hansard), 17 november 1965, p. 1.165
3. ↑  Edward Nelson en Kalin Nikolov (2002), Bank of England Working Paper#155 (Introduction, p. 9) (Let op:. Nelson en Nikolov wijzen er ook op dat de term 'stagflatie' soms ten onrechte wordt toegeschreven aan Paul Samuelson).
4. ↑  N. Gregory Mankiw (2008). Principles of Macroeconomics, p. 464
5. ↑   David Harvey (2005). A Brief History of Neoliberalism. Oxford University Press, p. 14.